# Joseph Dünnebacke
Joseph Dünnebacke, gelegentlich auch Josef Dünnebacke, (* 6. August 1878 in Hengsbeck; † 14. Juli 1963 in Recklinghausen) war ein deutscher Verbands- und Kommunalpolitiker (Zentrum, CDU).

## Familienherkunft
Die Familie Dünnebacke stammt ursprünglich aus der Ortschaft Grafschaft im Sauerland, wo der Name noch an mehreren alten Fachwerkhäusern zu lesen ist. Die Familiengeschichte ist eng mit dem Kloster Grafschaft verbunden, dem bereits der erste zwischen 1507 und 1528 mehrfach urkundlich erwähnte Namensträger Hans Dünnebacke (auch Hans Dunnebacken und Hans Donbacken) als Jäger und Messner diente. Seine Frau wird in den Büchern als Dunbecksche geführt.

## Lebensdaten
Joseph Dünnebacke wurde 1878 als zweites von neun Kindern von Franz Joseph und Anna Maria Dünnebacke (geborene Böhmer, genannt Hins) in Hengsbeck im Kreis Meschede geboren und absolvierte nach der Schulzeit eine Lehrerausbildung. Ab 1912 war er erster Vorsitzender des Verbandes der Kommunalbeamten der preußischen Provinz Westfalen. Von 1918 bis 1924 war er Stadtverordneter und Vorsitzender der Zentrumspartei Recklinghausen. 1916 gehörte er zu den Gründern und Vorstandsmitgliedern des Caritasverbandes Recklinghausen, der ersten Gründung im Bistum Münster. Im August 1920 wurde er zunächst provisorisch und im März 1921 regulär zum besoldeten Beigeordneten für das Amt Recklinghausen ernannt, wo er die Aufgabenbereiche Jugend, Gesundheit und Soziales übernahm. Zwischen 1926 und 1930 war er Mitglied im „Reichsbanner Schwarz-Rot-Gold“.
Im Jahr 1908 heiratete Dünnebacke die Kaufmannstochter Johanna Frie. Das Paar hatte drei Söhne und fünf Töchter.
Am 19. März 1933 wurde er bei einem von der SA initiierten „Volkssturm“ auf das Rathaus gewaltsam aus dem Amt entfernt; der anschließenden Suspendierung 1933 folgte 1934 Dünnebackes Zwangspensionierung durch die Nationalsozialisten. Ab 1936 leitete er die Kirchensteuerkasse der katholischen Gemeinden. 
Im Juni 1945 berief ihn der kommissarisch ernannte Oberbürgermeister Josef Hellermann in den informellen Verwaltungsbeirat der Stadt Recklinghausen. 1946 war er Mitbegründer der CDU und anschließend deren Fraktionsvorsitzender 1947/48 und 1952–56 in Recklinghausen. Von 1948 bis 1952, zur Zeit der Großstadtwerdung, war er Oberbürgermeister der Stadt.
Er wurde mit dem Bundesverdienstkreuz ausgezeichnet. Joseph Dünnebacke ruht in einem Ehrengrab auf dem Nordfriedhof der Stadt Recklinghausen.

## Ehrungen
- 1953: Verdienstkreuz (Steckkreuz) der Bundesrepublik Deutschland
- 1957: Große Stadtplakette der Stadt Recklinghausen